# Théodora (film, 1909)
 (juillet 2025).
Pour l’article homonyme, voir Théodora.
Pour plus de détails, voir Fiche technique et Distribution.
Théodora (titre original : Teodora imperatrice di Bisanzio) est un film italien réalisé par Ernesto Maria Pasquali en 1909. 
Ce film muet en noir et blanc met en scène Théodora, impératrice byzantine de 527 à 548. 

## Fiche technique
- Titre original : Teodora imperatrice di Bisanzio
- Pays d'origine :  Royaume d'Italie
- Année : 1909
- Réalisation : Ernesto Maria Pasquali
- Société de production : Pasquali & Tempo
- Société de distribution : Pasquali & Tempo (Italie)
- Langue : italien
- Format : Noir et blanc — 35 mm — 1,33:1 — Muet
- Genre : Drame historique
- Longueur de pellicule : 242 mètres
- Durée : 9 minutes
- Dates de sortie :
  -  Royaume-Uni : juin 1909
  -  Empire allemand : 28 juin 1909
  -  France : juillet 1909
  -  États-Unis : 25 décembre 1909
- Autres titres connus :
  -  Empire allemand : Theodora
  -  Royaume-Uni : Theodora, Empress of Byzantium
  -  États-Unis : Theodora

## Distribution